# Calycopis atnius
Espèce
Calycopis atnius est un papillon de la famille des Lycaenidae, de la sous-famille des Theclinae et du genre Calycopis.

## Dénomination
Calycopis atnius a été décrit par Gottlieb August Wilhelm Herrich-Schäffer en 1852 sous le nom initial de Thecla atnius.
Synonymes : Tmolus clitumnus Butler, 1877.

### Nom vernaculaire
Calycopis atnius se nomme Atnius Hairstreak en anglais.

## Description
Calycopis atnius est un petit papillon aux pattes et aux antennes cerclés de blanc et noir, avec deux fines queues à chaque aile postérieure, une longue et une courte.
Sur le dessus les ailes antérieures sont marron et les ailes postérieures bleu brillant métallisé avec une bande marron au bord interne
Le revers est beige doré avec une fine ligne postdiscale marron et, aux ailes postérieures, trois gros ocelles orange qui se touchent dont un en position anale, surmontés d'un chevron orange bordé de blanc.

## Biologie
Sa biologie n'est pas connue.

## Écologie et distribution
Calycopis atnius est présent au Guatemala, au Costa Rica, à Panama, en Bolivie, au Pérou, au Brésil, à Trinité-et-Tobago, au Surinam, en Guyana et en Guyane,,,.

### Biotope
Calycopis atnius réside dans les forêts humides primaire et secondaire entre 200 m et 1 000 m.

### Protection
Pas de statut de protection particulier.